# Юдинки (Тульская область)
Юдинки — деревня в составе Алексинского района Тульской области России. Входит в состав муниципального образования город Алексин.

## География
Деревня находится в северо-западной части области, в пределах северо-восточного склона Среднерусской возвышенности, в подзоне широколиственных лесов, на берегах реки Выпрейка.

## Климат
Климат характеризуется как умеренно континентальный, с ярко выраженными сезонами года. Средняя температура воздуха летнего периода — 16 — 20 °C (абсолютный максимум — 38 °С); зимнего периода — −5 — −12 °C (абсолютный минимум — −46 °С). Снежный покров держится в среднем 130—145 дней в году. Среднегодовое количество осадков — 650—730 мм.

## История
До 2014 года входила в состав Буныревского сельского поселения.
Законом Тульской области от 11 июня 2014 года № 2140-ЗТО 22 июня 2014 года муниципальные образования город Алексин, Авангардское, Буныревское и Шелепинское были объединены во вновь образованное муниципальное образование город Алексин, наделённое статусом городского округа.

## Население
| 2010 |
| ---- |
| 4    |

## Известные уроженцы и жители
В селе родились братья Николай Петрович и Александр Петрович Аксаковы.

## Инфраструктура

### Усадьба Юдинки
Усадьба Аксаковых в стиле классицизма известна с последней четверти XVIII века. Включает 2-этажный дом из кирпича и дерева, украшенный эффектными лестницами, террасой, портиком с колоннами и балюстрадой, парк и водоемы. Природно-ландшафтная композиция перед домом повторяла основные принципы его архитектурного убранства. Высокие деревья «обрамляли» остальное пространство, создавая эффект камерности, который усиливали «островки» сирени и акации. И если высокие ели создавали причудливый «двойник» колонн, то кустарниковые заросли — эффект мебели, расставленной по парку.
В середине и второй половине XIX века имением владел П. Н. Аксаков, в начале ХХ века — коллежский советник Н. О. Кульжинский, который построил при усадьбе конный завод. После революции 1917 года усадьба была национализирована. Сначала в её главном доме находилась сельская школа, а спустя годы на части территории усадьбы разместился детский лагерь «Сигнал», который работает здесь до сих пор.
Сохранились 2-этажный дом с мезонином, главный вход с эффектной лестницей на два спуска на парковом фасаде, парк из смешанных пород деревьев и пруд. В архитектурном облике дома тесно переплелись каноничные элементы классического стиля: симметричность объёма с двумя ризалитами, присутствие портика, колонн и балюстрады, открытая терраса, на которую ведет эффектная лестница с двумя округлыми лестничными входами. В то же время присутствует контрастное поэтажное членение и отсутствует ярко выраженная монументальность, присущая классическому стилю. Сейчас барский особняк надежно отгорожен от маленьких посетителей лагеря. Он находится в непосредственной близости от современных построек и обращен к нему «непарадным» фасадом, парковый фасад с лестницей и портиком тоже недоступен. Здание в аварийном состоянии.
В 2017-м принято решение о восстановлении усадьбы.

## Транспорт
Деревня стоит на автодороге регионального значения 70К-001 «Алексин — Заокский» (идентификационный номер 70 ОП РЗ 70К-001)